# Kūt-e Mahnā
Kūt-e Mahnā (persiska: کوت مهنا) är en ort i Iran.   Den ligger i provinsen Khuzestan, i den centrala delen av landet, 600 km söder om huvudstaden Teheran. Kūt-e Mahnā ligger 20 meter över havet och antalet invånare är 137.
Terrängen runt Kūt-e Mahnā är mycket platt, och sluttar västerut. Runt Kūt-e Mahnā är det ganska tätbefolkat, med 62 invånare per kvadratkilometer. Närmaste större samhälle är Soveyreh, 5,2 km norr om Kūt-e Mahnā. Trakten runt Kūt-e Mahnā är ofruktbar med lite eller ingen växtlighet.